# Love Can Be Found Anywhere (Even in a Guitar)
| Recensione | Giudizio |
| ---------- | -------- |
| AllMusic   | [ 2 ]    |

Love Can Be Found Anywhere (Even in a Guitar) è il secondo album discografico del chitarrista blues statunitense Albert Collins, pubblicato dall'etichetta discografica Imperial Records nel 1968.

## Tracce

### LP
Lato A
1. Do the Sissy – 4:04 (Stephen Hollister)
2. Collin's Mix – 2:20 (Albert Collins)
3. Let's Get It Together – 2:14 (Albert Collins)
4. Got a Good Thing Goin' – 3:10 (Albert Collins)
5. Left Overs – 2:08 (Albert Collins)
6. Doin' My Thing – 1:35 (Jim Mulloy)

Lato B
1. Let's Get It Together Again – 2:38 (Albert Collins)
2. Ain't Got Time – 3:00 (Stephen Hollister)
3. Turnin' On – 2:47 (Stephen Hollister)
4. Whatcha Say (I Don't Know) – 1:48 (Albert Collins)
5. Pushin' – 2:20 (Stephen Hollister)
6. Stump Poker – 2:35 (Jerry Foster, Bill Rice)

## Musicisti
- Albert Collins - chitarra, voce
- Altri musicisti non accreditati

Note aggiuntive
- Bill Hall - produttore, arrangiamenti
- Woody Woodward - art direction
- Gabor Halmos - design album
- Kittyhawk Graphics - illustrazione copertina frontale album originale
- Fred Seligo - fotografia
- Bob Hite - note retrocopertina album originale[3]